# Campiello

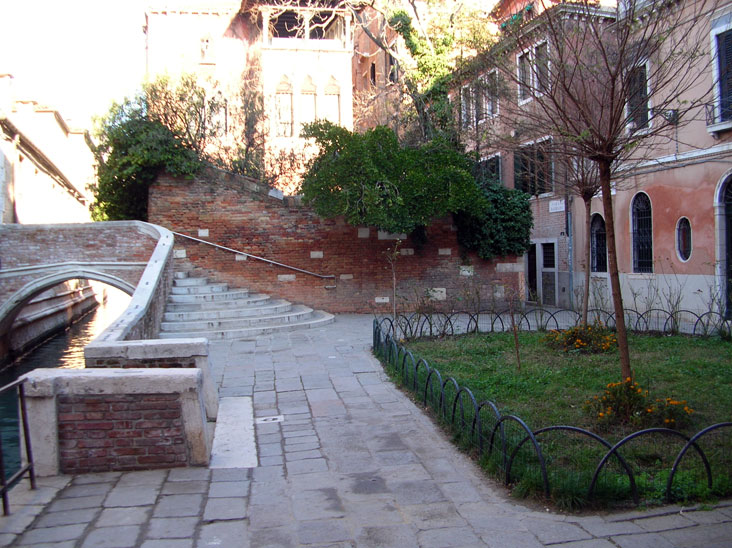
Campiello Barbaro, uno dei più famosi di Venezia

Il campiello nell'urbanistica veneziana identifica un campo di dimensioni più ridotte, corrispondente a grosso modo alle piazzette o ai larghi delle città e spesso privo della caratteristica principale dei campi veneziani, ossia il pozzo da cui attingere l'acqua.
In molti casi il campiello è costituito da un semplice allargamento di una calle o è una piccola appendice di un campo adiacente. In epoca passata, spesso il campiello era un punto focale della vita quotidiana, costituendo di fatto un micro-quartiere in cui tutti sapevano tutto di tutti e dove pettegolezzi, litigi, chiacchiericci e discussioni anche salaci tra gli abitanti erano all'ordine del giorno costituendo così un tessuto sociale che col tempo è andato in gran parte perduto.
Carlo Goldoni ha ritratto queste abitudini nella sua commedia Il campiello che ha ispirato anche l'operetta omonima composta da Ermanno Wolf Ferrari nel XX secolo.
L'importanza speciale rivestita a Venezia dalla vita nei campielli è testimoniata anche dal fatto che proprio a questa è dedicato uno dei più prestigiosi e conosciuti premi letterali italiani, il Premio Campiello.